# 이기영 (1961년)
이기영(李起榮, 1961년 8월 22일 ~ )은 대한민국의 정치인이다. 제6대 안성시의원을 지냈다.

## 학력
- 보체국민학교 졸업
- 안법중학교 (폐교) 졸업
- 안법고등학교 졸업
- 단국대학교 교육대학원 교육학 석사 졸업

## 경력
- 안성시 시민감사관
- 서안성로타리클럽 회장
- 안성시 상수도수돗물평가위원
- 안성시 교육발전협의체위원
- 안성시 3·1독립운동선양회 사무국장
- 민주당 경기도당 안성시 지역위원회 부위원장
- 2014.07 ~ 2018.06 제6대 경기도 안성시의회 의원
- 2014.07 ~ 2016.07 제6대 경기도 안성시의회 전반기 운영위원회 위원
- 2014.07 ~ 2016.07 제6대 경기도 안성시의회 전반기 자치행정위원회 위원장
- 2014.07 ~ 2016.07 제6대 경기도 안성시의회 전반기 예산결산특별위원회 위원
- 2015.03 ~ 2015.11 제6대 경기도 안성시의회 고덕 서안성간 송전선로 건설사업대책 특별위원회 위원
- 2016.07 ~ 2018.06 제6대 경기도 안성시의회 후반기 운영위원회 위원
- 2016.07 ~ 2018.06 제6대 경기도 안성시의회 후반기 자치행정위원회 간사
- 2016.07 ~ 2018.06 제6대 경기도 안성시의회 후반기 예산결산특별위원회 위원장
- 2017 더불어민주당 문재인 대통령 후보 경기도당 안성시 공동선대위원회 위원장
- 2018.01.11 더불어민주당 탈당
- 민주평화통일자문회의 자문위원
- 안성미래정책연구소 대표

## 수상
- 2016 경기도 시·군의회 의정활동 평가최우수 의원
- 2016 대한민국 미래경영대상 수상
- 2017 전국 지방의회 친환경 최우수 의원

## 역대 선거 결과
|  | 33.74% |

|  | 12.62% |

|  | 10.56% |

|  | 25.66% |